# أوليج بوبوف
أوليج بوبوف (الروسية: Оле́г Константи́нович Попо́в)‏ (31 يوليو 1930 - 2 نوفمبر 2016) هو مهرج وفنان سيرك روسي مشهور. حصل على جائزة الأوسكار سنة 1981 كأفضل مهرج في العالم، ويسمى أيضاً «مهرج ضوء الشمس». يعتبر أحد أشهر المهرجين وأكثرهم شعبية في النصف الثاني من القرن العشرين في الاتحاد السوفيتي.

## روابط خارجية
- أوليج بوبوف على موقع IMDb (الإنجليزية)
- أوليج بوبوف على موقع الموسوعة البريطانية (الإنجليزية)
- أوليج بوبوف على موقع الموسوعة البريطانية (الإنجليزية)
- أوليج بوبوف على موقع مونزينجر (الألمانية)
- أوليج بوبوف على موقع ميوزك برينز (الإنجليزية)
- أوليج بوبوف على موقع أول موفي (الإنجليزية)
- أوليج بوبوف على موقع قاعدة بيانات الأفلام السويدية (السويدية)
- أوليج بوبوف على موقع قاعدة بيانات الفيلم (الإنجليزية)
- أوليج بوبوف على موقع كينوبويسك (الروسية)